# Белуши, Джеймс
Джеймс Адам Белуши (англ. James Adam Belushi; род. 15 июня 1954[…], Уитон, Иллинойс) — американский актёр, комик, певец и музыкант. Младший брат комедийного актёра Джона Белуши. В титрах указывается как Джим Белуши.

## Биография

### Детство
Джеймс Белуши родился 15 июня 1954 года в Чикаго в православной албанской семье Агнессы (урождённая Деметри Самарас, умерла в 1989 году) и Адама Анастаса Белуши (1918—1996), который эмигрировал в Америку из Албании в возрасте 16 лет. Кроме Джеймса в семье было ещё трое детей: старший брат Джон, сестра Мэриан и младший брат Билли. По окончании средней школы в Уитоне (пригород Чикаго) Джеймс поступил в колледж Дюпейдж, а затем на театральный факультет университета Южного Иллинойса в Карбондейле.

### Карьера

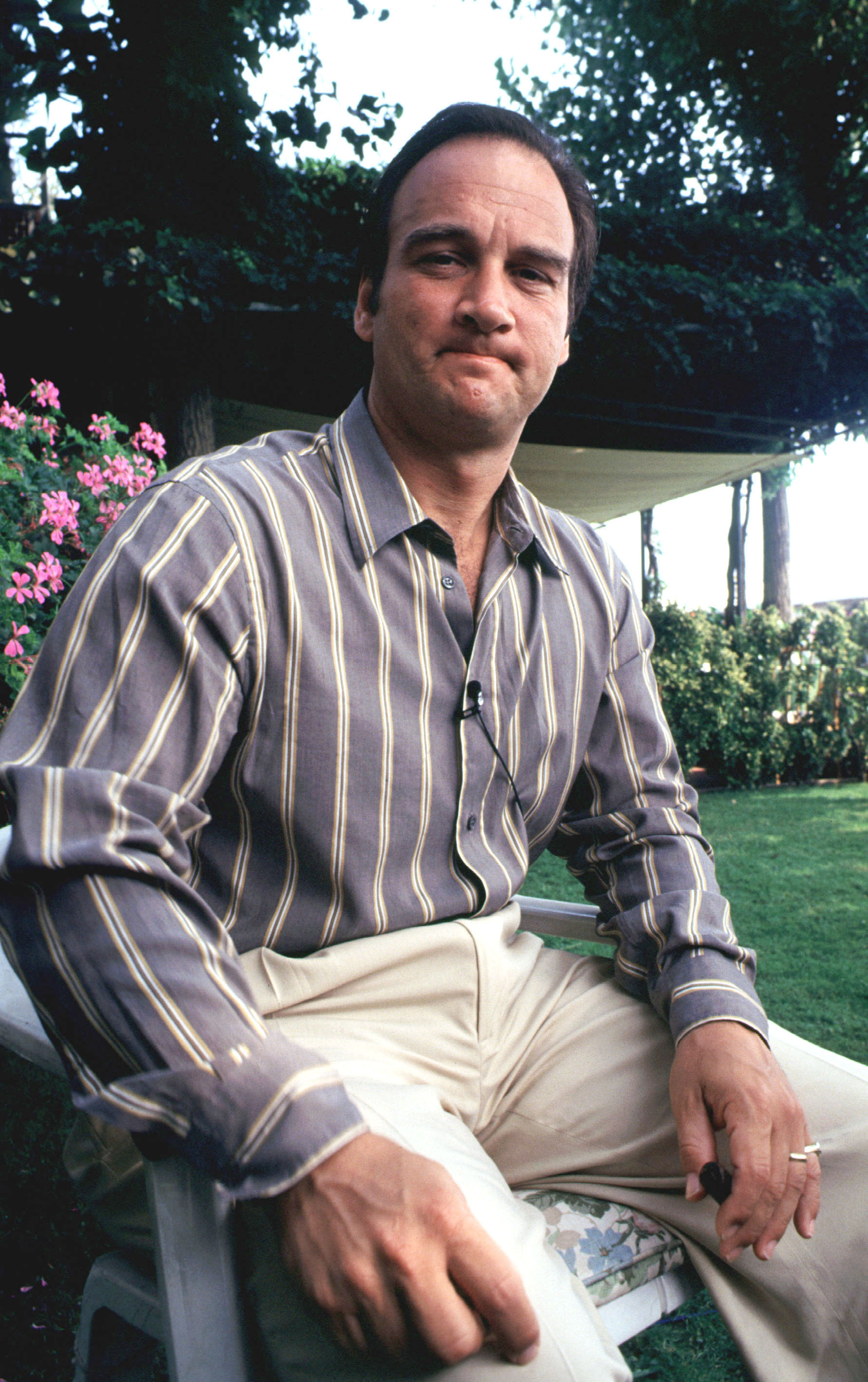
Белуши в кинотеатре Венеции, 1982 год

Джеймс пошёл по стопам старшего брата Джона Белуши и с 1977 по 1980 год выступал с труппой театра «The Second City». В это время Джеймс Белуши дебютировал на телевидении — в ситкоме «Кто видел детей?» (1978), и в кино — в эпизоде фильма «Ярость» Брайана Де Пальмы (в титрах не указан). Знаковой ролью в кино стала для него роль Барри в фильме «Вор» Майкла Манна. После смерти старшего брата Джона, в период с 1983 по 1985 год, он появлялся в шоу Saturday Night Live. В 1983 году Джеймс Белуши сыграл эпизодическую роль в фильме «Поменяться местами» (пьяница в костюме гориллы на новогодней вечеринке). В качестве приглашённой звезды он появился в роли одной из марионеток в серии «Пиноккио» 3-го сезона детского телесериала «Театр волшебных историй».
Большую известность принесли ему роли второго плана в фильмах «По поводу того, что случилось вчера ночью…», «Сальвадор» и «Лавка ужасов», которые открыли ему дорогу в Голливуд. Впоследствии он снялся в фильмах «Настоящие мужчины», «Директор», «Красная жара», «Гомер и Эдди», «К-9», «Забыть Палермо», «Как разобраться с делами», «Мистер Судьба», «Поймёт лишь одинокий», «Кудряшка Сью», «Однажды преступив закон», «Дикие пальмы», «Секретный агент Ройс», «В погоне за солнцем», «Телохранитель по найму», «Провал во времени», «Преступные связи», «Танец ангела» и «Крутой Джо». Джеймс спродюсировал два продолжения фильма «K-9»: «К-911. Собачья работа» и «К-9 III: Частные детективы».
В 1991 году Белуши был в составе жюри Венецианского кинофестиваля.
Он принимал участие в озвучивании персонажей мультфильмов и мультсериалов, в том числе «Могучие утята», «Камешек и пингвин», «Малыши в стране игрушек», «Гаргульи», «Эй, Арнольд!», «Правдивая история Красной Шапки», «Скуби-Ду и Король Гоблинов» м «Большое путешествие». В начале 2001 года он появился в одной из серий «Скорой помощи», а вскоре запустил собственное шоу на канале ABC — ситком «Как сказал Джим», продержавшийся в эфире 8 сезонов. В 2003 году участвовал в записи альбома Have Love Will Travel и в турне в его поддержку. В мае 2006 года свет увидела автобиографичная книга Real Men Don’t Apologize. На русском языке она вышла в издательстве «Эксмо» под названием «Я знаю, что нужно бабам! Уроки соблазнения от крутого парня» в переводе Кирилла Савельева.
В ноябре 2008 года Белуши посетил Тирану, где президент Албании Бамир Топи вручил ему орден «Честь нации».
9 октября 2009 года он стал гражданином Албании.
В 2010 году Джеймс Белуши выступил создателем драматического телесериала «Фишки. Деньги. Адвокаты».
В 2011 году участвовал в бродвейской постановке "Родился вчера" в роли Гарри Брока.
Белуши периодически принимает участие в группе «Братья Блюз» после смерти своего брата Джона под псевдонимом «Zee Blues».
Помимо съемок в кино, актер продолжает участвовать в чикагском проекте Board of Comedy, который он создал вместе с Ларри Джо Кэмпбеллом и двумя другими артистами. Вчетвером они ездят по стране, выступают с импровизациями в различных центрах искусств, на корпоративах, в казино. Также Джеймс играет блюз и джаз вместе со своей музыкальной группой The Sacred Heart’s Band.

### Личная жизнь
Джеймс Белуши был трижды женат, у него есть трое детей. С первой женой, Сандрой Дэвенпорт, они поженились в 1980 году. 23 октября 1980 года у них родился сын Роберт Джеймс, а в 1988 году они развелись. Во второй раз он женился на Марджори Брэнсфилд, но этот брак был также непродолжительным и продлился всего лишь два года (1990—1992). C 1998 года женат на Дженнифер Слоун. В этом браке родились дочь Джемисон Бесс (1999) и сын Джаред Джеймс (2002). Семья Белуши проживает в квартале Брентвуд в Лос-Анджелесе. У него есть собака породы немецкая овчарка Мак, которая снималась с ним в фильме «К-911. Собачья работа».
6 марта 2018 года появилась информация, что Дженнифер Слоун подала на развод в суд Лос-Анджелеса 5 марта 2018 года. Дата первого слушания по разводу совпала с годовщиной смерти его брата, Джона Белуши. Позднее супруги примирились.
В 1996 году Джеймс Белуши совместно с Чаком Норрисом возродил табачную фирму Lone Wolf Cigar Company. Практически отойдя от дел, актёр обзавёлся необычным хобби: с 2013 года он выращивает марихуану на ферме и продаёт её продукцию под брендом Belushi's Farm (в штате Орегон, где находится плантация, выращивание марихуаны легализовано).

## Избранная фильмография

### Актёр
| Год       |     | Русское название                            | Оригинальное название                       | Роль                                              |
| --------- | --- | ------------------------------------------- | ------------------------------------------- | ------------------------------------------------- |
| 1978—1979 | с   | Кто присматривает за детьми?                | Who's Watching the Kids?                    | Берт Гункел                                       |
| 1978      | ф   | Ярость                                      | The Fury                                    | парень на пляже                                   |
| 1981      | ф   | Вор                                         | Thief                                       | Барри                                             |
| 1982      | с   | Лаверна и Ширли                             | Laverne & Shirley                           | пациент                                           |
| 1983—1985 | с   | Субботним вечером в прямом эфире            | Saturday Night Live                         | различные персонажи                               |
| 1983      | ф   | Поменяться местами                          | Trading Places                              | Харви                                             |
| 1984      | с   | Театр волшебных историй                     | Faerie Tale Theatre                         | Марио                                             |
| 1984      | тф  | Лучшие ноги восьмого класса                 | The Best Legs in Eighth Grade               | Святой Валентин                                   |
| 1985      | ф   | Человек в одном красном ботинке             | The Man with One Red Shoe                   | Моррис                                            |
| 1986      | ф   | Лавка ужасов                                | Little Shop of Horrors                      | Патрик Мартин                                     |
| 1986      | ф   | Сальвадор                                   | Salvador                                    | доктор Рок                                        |
| 1986      | кор | Именинник                                   | The Birthday Boy                            | Боб                                               |
| 1986      | ф   | Джек-попрыгун                               | Jumpin' Jack Flash                          | водитель такси, офицер полиции и ремонтник Сперри |
| 1986      | ф   | По поводу того, что случилось вчера ночью…  | About Last Night...                         | Берни Литго                                       |
| 1987      | ф   | Директор                                    | The Principal                               | Рик Латимер                                       |
| 1987      | ф   | Настоящие мужчины                           | Real Men                                    | Ник Пиранделло                                    |
| 1988      | ф   | Красная жара                                | Red Heat                                    | сержант Ридзик                                    |
| 1989      | ф   | К-9                                         | K-9                                         | детектив Майкл Дули                               |
| 1989      | ф   | Гомер и Эдди                                | Homer and Eddie                             | Гомер                                             |
| 1989      | ф   | Кто такой Гарри Крамб?                      | Who's Harry Crumb?                          | пассажир в автобусе                               |
| 1990      | ф   | Как преуспеть в делах                       | Taking Care of Business                     | Джимми Дворски («другой Спенсер Барнс»)           |
| 1990      | ф   | Мистер Судьба                               | Mr. Destiny                                 | Ларри Джозеф Барроуз                              |
| 1990      | ф   | Мастера угрозы                              | Masters of Menace                           | цыган                                             |
| 1990      | ф   | Забыть Палермо                              | Dimenticare Palermo                         | Кармайн Бонавиа                                   |
| 1990      | ф   | Свадебный оркестр                           | Wedding Band                                | священник                                         |
| 1991      | ф   | Кудряшка Сью                                | Curly Sue                                   | Билл Дэнсер                                       |
| 1991      | ф   | Дневник наёмного убийцы                     | Diary of a Hitman                           | Шэнди                                             |
| 1991      | ф   | Поймёт лишь одинокий                        | Only the Lonely                             | Сальваторе Буонарте                               |
| 1991      | ф   | Абраксас, хранитель Вселенной               | Abraxas, Guardian of the Universe           | Латимер                                           |
| 1992      | ф   | Кровавый след                               | Traces of Red                               | Джек Добсон                                       |
| 1992      | ф   | Однажды преступив закон                     | Once Upon A Crime                           | Нил                                               |
| 1993      | ф   | Последний киногерой                         | Last Action Hero                            | камео                                             |
| 1993      | мтф | Дикие пальмы                                | Wild Palms                                  | Гарри Уиккофф                                     |
| 1994      | тф  | Секретный агент Ройс                        | Royce                                       | Шейн Ройс                                         |
| 1994      | тф  | Параллельные жизни                          | Parallel Lives                              | Ник Димас                                         |
| 1994—1997 | мс  | ААА! Настоящие монстры                      | Aaahh!!! Real Monsters                      | Саймон (охотник на монстров), Стив                |
| 1994      | мф  | Тайна третьей планеты                       | Тайна третьей планеты                       | Говорун                                           |
| 1995      | тф  | Сахара                                      | Sahara                                      | сержант Джо Ганн                                  |
| 1995      | ф   | Канадский бекон                             | Canadian Bacon                              | Чарльз Шакал                                      |
| 1995      | ф   | Телохранитель по найму                      | Separate Lives                              | Том Бекуит                                        |
| 1995      | мф  | Камешек и пингвин                           | The Pebble and the Penguin                  | Роко                                              |
| 1995      | ф   | Дестини включает радио                      | Destiny Turns on the Radio                  | Туэрто                                            |
| 1995      | мс  | Дакмен                                      | Duckman: Private Dick/Family Man            | Сол Монелла/офицер полиции                        |
| 1995      | мс  | Пинки и Брейн                               | Pinky and the Brain                         | различные персонажи                               |
| 1995—1996 | мс  | Гаргульи                                    | Gargoyles                                   | Фанг                                              |
| 1996      | ф   | Подарок на Рождество                        | Jingle All the Way                          | Санта-Клаус                                       |
| 1996      | ф   | В погоне за солнцем                         | Race the Sun                                | Фрэнк Мачи                                        |
| 1996      | мс  | Могучие утята                               | Mighty Ducks                                | Фил Палмфизер                                     |
| 1996      | мс  | КаБлам!                                     | Kablam!                                     | Луи                                               |
| 1996      | мс  | Тимон и Пумба                               | Timon & Pumbaa                              | бородавочник                                      |
| 1996—1999 | мс  | Эй, Арнольд!                                | Hey Arnold!                                 | тренер Джек Уиттенберг                            |
| 1997      | ф   | Преступные связи                            | Gang Related                                | Фрэнк Дивинчи                                     |
| 1997      | ф   | Провал во времени                           | Retroactive                                 | Фрэнк Ллойд                                       |
| 1997      | ф   | Рискуя жизнью                               | Living in Peril                             | Гаррисон/Оливер                                   |
| 1997      | мс  | Братья Блюз                                 | The Blues Brothers Animated Series          | Джейк                                             |
| 1997      | ф   | Плохой малыш                                | Disney's Bad Baby                           | Папа                                              |
| 1997      | ф   | Плутовство                                  | Wag the Dog                                 | камео                                             |
| 1997      | с   | Абсолютная безопасность                     | Total Security                              | Стив Уигман                                       |
| 1997      | в   | Малыши в стране игрушек                     | Babes in Toyland                            | Гонзарго                                          |
| 1997      | мс  | Жизнь с Луи                                 | Life with Louie                             | Джек                                              |
| 1997      | тф  | Лучший друг собак                           | Dog's Best Friend                           | Скиппи                                            |
| 1998      | ф   | Золото на улицах                            | Gold in the Streets                         | Марио                                             |
| 1998      | мс  | Истории из моего детства                    | Stories from My Childhood                   | попугай Питер                                     |
| 1998      | мс  | Геркулес                                    | Hercules                                    | Нестор                                            |
| 1999      | ф   | Танец ангела                                | Angel's Dance                               | Стиви Розеллини                                   |
| 1999      | ф   | Флорентин                                   | The Florentine                              | Билли Беласко                                     |
| 1999      | тф  | Справедливость                              | Justice (Backlash)                          | Фрэнк Спелло                                      |
| 1999      | ф   | Люди мафии                                  | Made Men                                    | Билл Мануччи                                      |
| 1999      | в   | Щелкунчик — принц орехов                    | The Nuttiest Nutcracker                     | Реджинальд                                        |
| 1999      | мф  | Мои соседи Ямада                            | My Neighbors the Yamadas                    | Такаси Ямада                                      |
| 1999      | в   | К-911. Собачья работа                       | K-911                                       | детектив Майкл Дули                               |
| 2000      | ф   | Вернись ко мне                              | Return to Me                                | Джо Дайтон                                        |
| 2000      | с   | Попрошайки и выборщики                      | Beggars and Choosers                        | Фреди Фалко                                       |
| 2000      | тф  | Кто убил детей Атланты?                     | Who Killed Atlanta's Children?              | Пэт Лафлин                                        |
| 2001      | с   | Скорая помощь                               | ER                                          | Дэн Харрис                                        |
| 2001      | ф   | Крутой Джо                                  | Joe Somebody                                | Чак Скаретт                                       |
| 2001—2009 | с   | Как сказал Джим                             | According to Jim                            | Джим                                              |
| 2002      | ф   | Снежные псы                                 | Snow Dogs                                   | Демон                                             |
| 2002      | в   | Единственный выход                          | One Way Out                                 | Гарри Вольтц                                      |
| 2002      | в   | К-9 III: Частные детективы                  | K-9: P.I.                                   | детектив Майкл Дули                               |
| 2002      | ф   | Пиноккио                                    | Pinocchio                                   | фермер                                            |
| 2002—2006 | мс  | Приключения Джимми Нейтрона, мальчика-гения | The Adventures of Jimmy Neutron: Boy Genius | тренер Грубер                                     |
| 2002      | мс  | Ох, уж эти детки!                           | Rugrats                                     | Санта-Клаус                                       |
| 2002      | мс  | Что новенького, Скуби-Ду?                   | What’s New, Scooby-Doo?                     | Эйза Баквалд                                      |
| 2003      | мс  | Оззи и Дрикс                                | Ozzy & Drix                                 | капитан Квинайн                                   |
| 2003      | с   | Я с ней                                     | I'm with Her                                | Лесли Барен                                       |
| 2003      | ф   | Просто секс                                 | Easy Six                                    | Элвис                                             |
| 2004      | с   | Клава, давай!                               | Less Than Perfect                           | Эдди Смиркофф                                     |
| 2005      | мф  | Правдивая история Красной Шапки             | Hoodwinked!                                 | лесник Кирк                                       |
| 2005      | мс  | Отцы и дети                                 | Fatherhood                                  | офицер                                            |
| 2005      | с   | Джордж Лопез                                | George Lopez                                | инспектор                                         |
| 2005      | в   | Таггер: Джип, который хотел летать          | Tugger: The Jeep 4x4 Who Wanted to Fly      | Таггер                                            |
| 2006      | мф  | Кафе Лоло                                   | Lolo's Cafe                                 | Фрэнк                                             |
| 2006      | ф   | За улыбкой                                  | Behind the Smile                            | Джеффри Стоун                                     |
| 2006      | мф  | Большое путешествие                         | The Wild                                    | Бенни                                             |
| 2006      | мф  | Каспер: Школа страха                        | Casper's Scare School                       | Элдер                                             |
| 2007      | ф   | Суперпёс                                    | Underdog                                    | Дэн Ангер, охранник собачьего приюта, полицейский |
| 2007      | ф   | Фарс пингвинов                              | Farce of the Penguins                       | пингвин «Все они суки»                            |
| 2008      | в   | Снежная пятёрка                             | Snow Buddies                                | Берни                                             |
| 2008      | в   | Скуби-Ду и Король Гоблинов                  | Scooby-Doo and the Goblin King              | Глоб                                              |
| 2010      | ф   | Призрак                                     | The Ghost Writer                            | Джон Мэддокс                                      |
| 2010—2011 | с   | Фишки. Деньги. Адвокаты                     | The Defenders                               | Ник Морелли                                       |
| 2011      | ф   | Американские жиголо                         | Cougars, Inc.                               | Дэн Фокс                                          |
| 2012—2022 | с   | Доктор Плюшева                              | Doc McStuffins                              | Glo-Bo                                            |
| 2012      | ф   | Как громом поражённый                       | Thunderstuck                                | тренер Амросс                                     |
| 2013      | мф  | Дороти из страны Оз                         | Dorothy of Oz                               | Трусливый Лев                                     |
| 2014      | ф   | Дом, милый ад                               | Home Sweet Hell                             |                                                   |
| 2014—2016 | с   | 7 гномов (мультсериал)                      | The 7D                                      | Coach Coachy                                      |
| 2015      | ф   | Вся правда                                  | The Whole Truth                             | Бун Ласситер                                      |
| 2015      | ф   | Защитник                                    | The Whole Truth                             | Бони                                              |
| 2015      | ф   | Техасский рейнджер                          | The Hollow Point                            | Шеп Диаз                                          |
| 2015      | с   | Покажите мне героя                          | Show Me a Hero                              | Анжело Мартинелли                                 |
| 2015—2016 | с   | Образцовые бунтарки                         | Good Girls Revolt                           | William 'Wick' McFadden                           |
| 2016      | ф   | Человек на Кэррион-роуд                     | The Hollow Point                            |                                                   |
| 2016      | ф   | Кэти уезжает                                | Katie Says Goodbye                          | Медведь                                           |
| 2017      | мф  | Эй, Арнольд! Приключения в джунглях         | Hey Arnold! The Jungle Movie                | тренер Виттенберг                                 |
| 2017      | с   | Твин Пикс                                   | Twin Peaks                                  | Брэдли Митчам                                     |
| 2017      | ф   | Колесо чудес                                | Wonder Wheel                                | Хампти, муж Джинни                                |
| 2018—2019 | с   | Тролли. Праздник продолжается!              | Trolls: The Beat Goes On!                   | Папа Клауд                                        |
| 2022      | ф   | Джиджи и Нэйт                               | Gigi & Nate                                 | Дэн Гибсон                                        |
| 2022      | ф   | Fairytale                                   | Fairytale                                   | Джеймс                                            |

### Сценарист
- 1983—1985 — Субботним вечером в прямом эфире
- 1986 — «Именинник»
- 1987 — «Первый номер с пулей»[англ.]

### Режиссёр и продюсер
- 2001—2009 — Как сказал Джим

## Номинации и награды
- В 1979 году был номинирован на премию Джозефа Джефферсона за игру в постановке театра Apollo Theater пьесы «Половое извращение в Чикаго»[англ.][21].
- В 1984 году был номинирован на премию «Эмми» за лучший сценарий музыкальной телепередачи «Субботним вечером в прямом эфире».
- В 1998 году победил в номинации «Лучший актёр» на Международной неделе фантастического кино в Малаге за роль в фильме «Провал во времени».
- Орден «Честь Нации» (Албания).